# Хутрові звірі

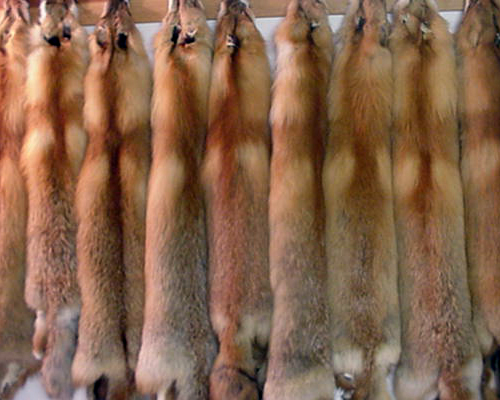
Лисячі шкури

Хутрові́ зві́рі — ссавці, як дикі, так і ті, що їх спеціально розводять у неволі (тепер вони становлять більшість), шкурки яких ідуть на виготовлення хутр (у хутровій промисловості).
Хутрові звірі є частиною мисливської фауни. Типовими тваринами в хутровому промислі є лисиця, норка, кролі (особливо кролик породи рекс), єнотоподібний собака, рись, бобкет, тхір, ондатра, бобер, горностай, куниця, видра, соболь, цивета, тюлені, каракульські вівці, вівцебик, північний олень, лама, альпака, скунс, койот, вовк, шиншила, опосум і кузу. Деякі з них цінуються вище, ніж інші, і існує чимало сортів і забарвлень. У минулому такі тварини, як леопарди, ягуари, тигри, лемури та колобуси, були широко поширені, але закони CITES та екологічне законодавство зробили їхнє хутро незаконним. Крім того, в деяких регіонах хутро домашніх собак і котів використовується для зігріву.

## В Україні
В Україні нараховують 30 видів мисливсько-промислових звірів[джерело?]. Серед них найбільше значення мають:
- Заєць
- Кріт
- Лисиця
- Ондатра
- Тхір
- Ховрах
- Хом'як тощо

Добування хутрових звірів в Україні відбувається в мисливський сезон, з початку листопада до кінця січня.